# Touvois
Touvois é uma comuna francesa na região administrativa da Pays de la Loire, no departamento de Loire-Atlantique. Estende-se por uma área de 39,21 km². Em 2010 a comuna tinha 1 876 habitantes (densidade: 47,8 hab./km²).